# NZX 50 指數
NZX 50 指數（簡稱 NZ50）是新西兰最主要的股價指數。它主要根據在新西兰证券交易所上市的最大的50只股票市值計算得來。NZX的含義是新西蘭證券交易所（New Zealand Exchange）的英文首字母縮寫。
新西蘭早前股價指數名為巴克莱指数（Barclays index），1992年被NZSE 40取代。2003年3月NZSE 40又被當時成立的NZSX 50 指數所取代。2005年末，NZSX 50 指數更名为NZX 50 指數。